# Holder

De holder en de kicker bij een fieldgoal

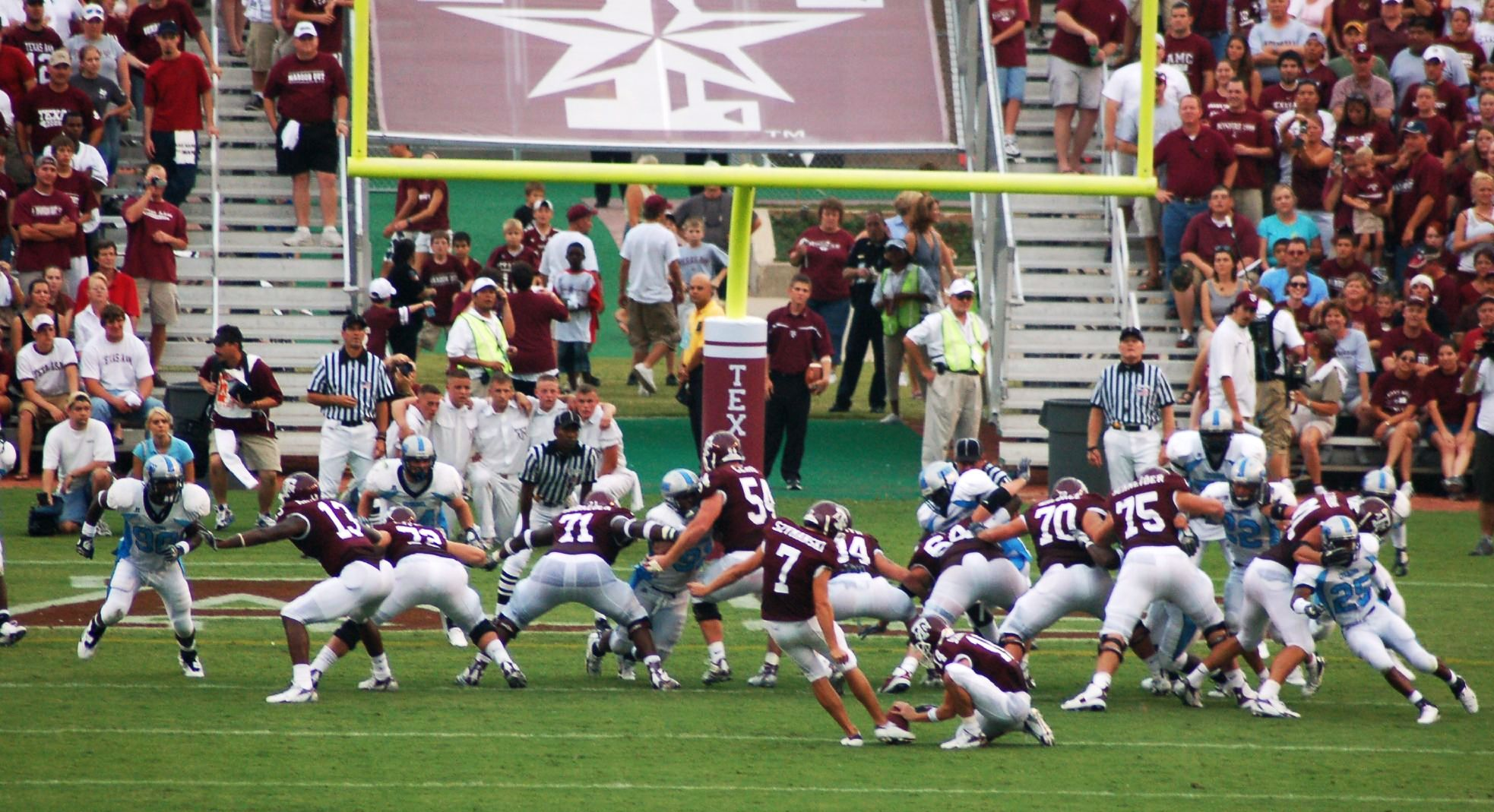
Een poging tot een fieldgoal

Een holder is een speler in het American en Canadian football. Een holder behoort tot het speciale team dat ingezet wordt tijdens specifieke spelmomenten.
Deze speler wordt opgesteld achter de andere spelers en ontvangt de bal tijdens een fieldgoal van een andere speler (bijvoorbeeld een long snapper). De holder zit geknield op de grond en plaatst de bal met de puntzijde in de grond en houdt de bal met één of twee handen vast, zodat de kicker de bal kan trappen.
Aanval: Quarterback · Wide receiver · Tight end · Center · Guard · Offensive tackle · Running back · Fullback · H-back

Verdediging: Defensive tackle · Defensive end · Nose tackle · Linebacker · Defensive back

Speciale teams: Placekicker · Punter · Long snapper · Holder · Punt returner · Kick returner · Gunner